# Пер Сандберг
Пер Саннберг (норв. Per Sandberg; нар. 6 лютого 1960, Левангер, Нур-Тренделаг) — норвезький політик, автобіограф, член Партії прогресу, міністр риболовлі та берегових справ Норвегії (з 2015 по 2018 рік). Член норвезького парламенту з 1997 року (з 2005 року — від виборчого округу Сер-Тренделаг, а до цього — з Нур-Тренделаг), був головою постійних парламентських комітетів з питань правосуддя та транспорту та зв'язку. З 2006 року він також займав посаду першого заступника керівника Партії прогресу.

## Життєпис

### Початковий період і освіта
Пер народився 6 лютого 1960 року у Левангері, Нур-Тренделаг, у сім'ї бізнесмена Ролфа Саннберга (1926—2010) та Раннвейги Ертсас (1930—2006).
Він назвав своє виховання «грубим», частково завдяки батькові, яке він характеризує як «неймовірно строге та маніпулятивне».
Після закінчення середньої школи він займав численні різноманітні посади, в тому числі як бармен і офіціант на гірськолижному курорті в Устаосе, а пізніше як оператор процесів в Норске Скаг Скогно з 1982 по 1997 рік, де став місцевим представником профспілки. У 1981 році він оселився в Левангер. Саннберг перебував на службі ООН в Південному Лівані в 1986 році під час ліванської громадянської війни, де він працював кухарем.

### Політична кар'єра
Скромно розпочав свою кар'єру в партії «Прогрес», надавши своє ім'я місцевому списку партії в Левангері, щоб підтримати друга на 1987 муніципальних виборах, але, напрочуд, закріпив за собою місце у муніципальній асамблеї. Він приєднався до партії після того, як зіткнувся з опором державних правил, коли намагався побудувати будинок раніше в 1980-х. Був членом окружної ради Нур-Тренделага з 1995 по 1997 рік, аж до парламентських виборів 1997 року, коли він забезпечив партійну номінацію, після того як переміг свого друга (і майбутнього міністра) Роберта Ерікссона. Сендберг одержав перемогу на виборах, одержавши 140 голосів, випередивши Центральну партію Маріти Арнштад.

### Діяльність у парламенті
Будучи депутатом Стортингу з 1997 року, у перші терміни від округу Нур-Тренделаг, з 2005 року був представлений з сусіднього району Сер-Тренделаг. Саннберг очолював Постійну комісію з питань правосуддя парламенту у 2009—2013 роках, а з 2005 по 2009 роки головував у Постійному комітеті з транспорту та зв'язку. У 2006 році Саннберг став заступником керівника партії «Прогрес».
Хоча Пер був головним у переговорах, що призвели до того, що Партія прогресу приєдналася до кабінету Солберг після виборів 2013 року, Саннберг заявив, що відхилив пропозиції для двох різних посад у кабінеті міністрів. 28 жовтня 2013 року заявив, що він опуститься на посаду заступника керівника партії у 2014 році, посилаючись на «… відсутність мотивації для продовження роботи», але на початку 2014 року він дезавуював свою заяву і сказав, що буде продовжувати політичну кар'єру.
Незабаром після того, як оголосив про своє відкликане оголошення, Саннберг опублікував свою політичну автобіографію Mot min vilje — oppklaringen av et politisk liv (Проти моєї волі — роз'яснення політичного життя), в якій він жорстоко критикував кількох членів Партії прогресу, а також політичний курс, який партія зробила після терористичних атак на Норвегію 2011 року.
16 грудня 2015 року Саннберга призначили міністром риболовлі та берегових справ Норвегії в кабінеті Ерни Солберг.

## Політичні погляди

### Правопорядок
Саннберг був надзвичайно критичним до нових тюрем, таких як Галденська в'язниця, яка, як він стверджує, є «стандартним готелем». Це, на його думку, є знущанням проти більшості людей. Він також критикував той факт, що в'язниці мають кращі умови, ніж більшість громадських будинків для престарілих та інститутів захисту дітей. Крім того, він стверджував, що кримінальні іноземці та східноєвропейські банди «сміються» в умовах норвезької тюрми.

### Імміграція
Запропонував у 1999 році, щоб уряд мав можливість вигнати іноземців з Норвегії, якщо їхні діти вчинили серйозні злочини. У 2002 році він запропонував повну зупинку імміграції з країн, що не входять до Шенгенської зони.
У 2003 році заявив, що «різні раси, релігії та культури не повинні змішуватись». Також стверджував, що етнічні норвежці незабаром стануть меншиною в Норвегії.
У тому ж році він також запропонував ввести електронні мітки для осіб, які шукають притулку, щоб зупинити їх від втечі в той час як їх клопотання про надання притулку обробляється. Саннберг також побоювався зростання мусульман у Норвегії і стверджував, що певні райони можуть бути зрештою припинені законом про шаріат.
Саннберга звинуватили в ромофобії, зазначивши у 2013 році: «На кордонах поліція може [згідно з існуючими законами] зупинити організовані групи ромів, болгар чи французів, тому що ми знаємо з досвіду, що ці люди порушують мир і було також доведено, що багато хто з них займаються злочинною діяльністю».